# Neritos sanguipuncta
Neritos sanguipuncta là một loài bướm đêm thuộc phân họ Arctiinae, họ Erebidae.